# Krajczy
Krajczy (łac. structor mensae, incisor) – urzędnik dworski pierwotnie mający obowiązek krajania potraw na stół królewski, potem tytuł honorowy.

## Urząd staropolski

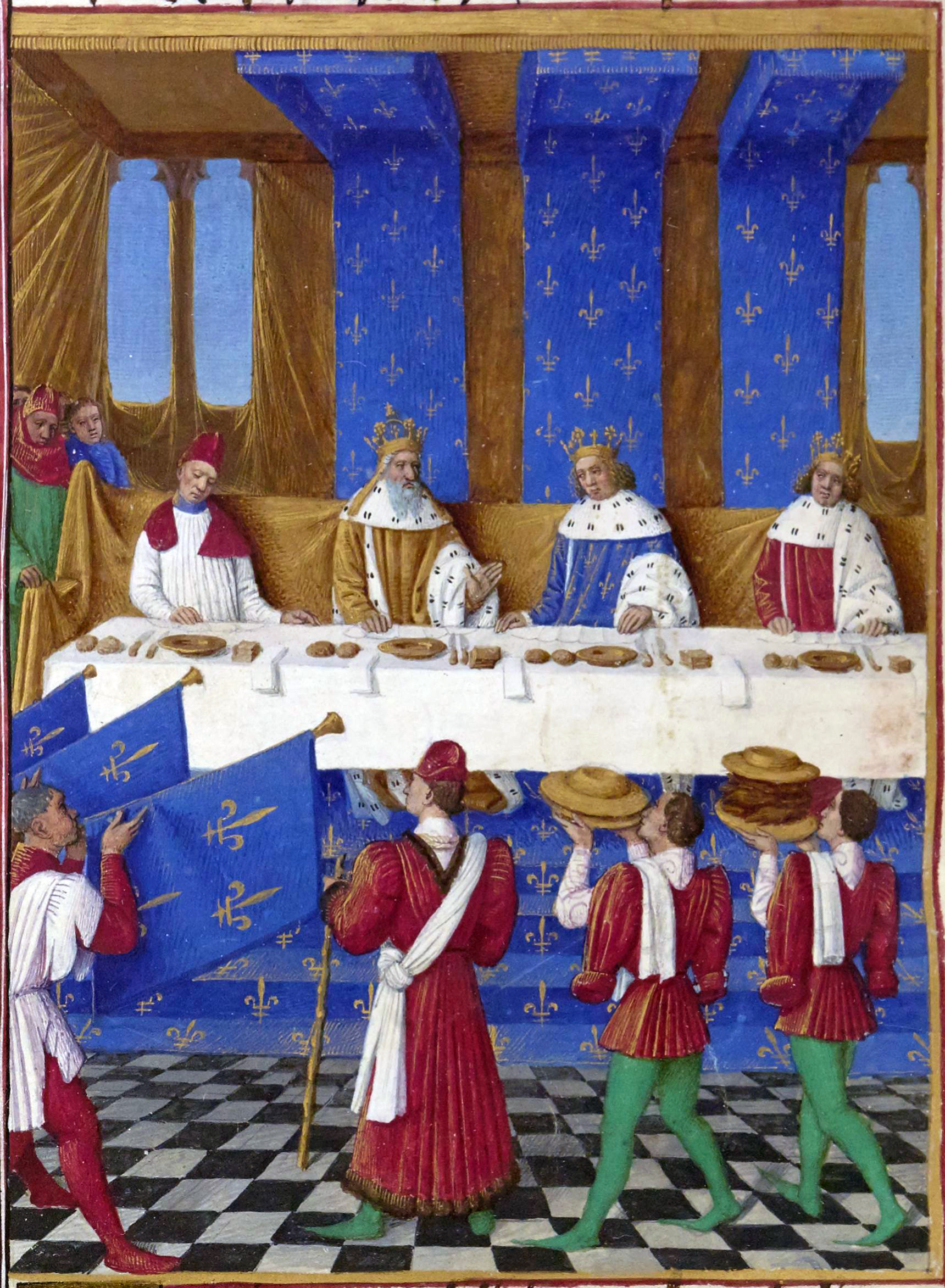
Średniowieczna uczta

Urząd krajczego pojawił się w Polsce w późnym średniowieczu. Krajczy był pomocnikiem stolnika, pomagającym mu w zastawieniu stołu. Głównym jego zadaniem było jednak w czasie uczt krojenie potraw, próbowanie ich i podawanie władcy.
Pierwsza wzmianka o krajczych pochodzi z 1412 r. Początkowo nie był to stały urząd, lecz funkcja przyznawana doraźnie różnym osobom. Na początku XVI w. zdarzało się funkcjonowanie dwóch krajczych przy jednym monarsze, czasem rozróżnianych jako krajczy koronny i krajczy nadworny.
Z czasem jako centralny urząd dworski wykształcił się w Koronie – krajczy wielki koronny, a na Litwie – krajczy wielki litewski. Pierwszym znanym krajczym litewskim był Fedko Chomicz, krajczy Świdrygiełły w 1446 r.
Dla wielu przedstawicieli magnaterii krajczostwo wielkie było początkiem kariery publicznej.
Istniał także oddzielny krajczy królowej – zasadniczo urząd prywatny na dworze królowej, niezaliczany do hierarchii państwowej. Analogiczne urzędy krajczych istniały na dworach królewiczów czy dworach magnackich.
W Wielkim Księstwie Litewskim był też krajczy ziemski – urząd ziemski, przy końcu hierarchii urzędów ziemskich, niewystępujący w drabinie hierarchicznej w Koronie.

### Tytuły odojcowskie i odmężowskie
Dzieciom krajczego przysługiwały tytuły odojcowskie. Dla synów był nim krajczyc, a dla córek krajczanka. Żony miały prawo do tytułu odmężowskiego – krajczyna.

## Urząd rosyjski
Krajczy (krawczyj, ros. крайчий, кравчий) – urząd dworski w Carstwie Rosyjskim wprowadzony jeszcze w czasach Wielkiego Księstwa Moskiewskiego, prawdopodobnie pod koniec XV w., aczkolwiek pierwsza wzmianka o krajczych w państwie moskiewskim pochodzi z 1514 r. Podobnie jak w Polsce wraz ze stolnikami asystował władcy przy stole. Ponadto do jego obowiązków należał nadzór nad potrawami i napojami oraz w świąteczne dni posyłanie potraw ze stołu pańskiego do domów bojarów. Odpowiadał za stół i zdrowie władcy, jak i za wszystkie potrawy, napoje oraz nakrycie stołu (obrusy, ręczniki itd.).
Godnością krajczego obdarzano zwykle krewnych i powinowatych cara. Urząd ten, uważany za bardzo zaszczytny, nie był sprawowany dłużej niż pięć lat. W hierarchii ważności krajczowie następowali po okolniczych, a przed stolnikami. Urzędu krajczego nie wolno było łączyć z wyższymi godnościami: okolniczego, dworeckiego i bojara.
Krajczowie wraz z urzędem otrzymywali zazwyczaj miasto Gorochowiec. Mogli też niekiedy otrzymać stały dochód (tzw. кравчий с путём).
Urząd krajczego nie znalazł się w Tabeli rang Piotra I. W miejsce tej godności wprowadzono oberszenka (обер-шенк). Ostatnim rosyjskim krajczym był Kiriłł Aleksiejewicz Naryszkin.

### Znani krajczowie
- Iwan Dmitrijewicz Saburow (Иван Дмитриевич Сабуров) za panowania Wasyla III
- Jurij Wasylewicz Gliński (Юрий Васильевич Глинский) w l. 1536–1540 za panowania Iwana IV
- Iwan Fiodorowicz Mścisławski (Иван Фёдорович Мстиславский) w 1541 r. za panowania Iwana IV
- Iwan Dmitrowicz Bielski (Иван Дмитриевич Бельский) w 1551 r. za panowania Iwana IV
- Fiodor Aleksiejewicz Basmanow (Фёдор Алексеевич Басманов) w 1566 r. za panowania Iwana IV
- Fiodor Iwanowicz Mścisławski (Фёдор Иванович Мстиславский) w 1575 r. za panowania Iwana IV
- Borys Godunow w l. 1578–1580 za panowania Iwana IV
- Dymitr Szujski w l. 1580–1586 za panowania Iwana IV
- Aleksandr Nikitycz Romanow-Jurjew (Александр Никитич Романов-Юрьев) za panowania Fiodora I
- Iwan Borisowicz Czerkaski (Иван Борисович Черкасский) za panowania Wasyla IV Szujskiego
- Piotr Michajłowicz Sałtykow (Пётр Михайлович Салтыков) w l. 1639–1640 za panowania Michała I Romanowa
- Siemion Andriejewicz Urusow (Семён Андреевич Урусов) w l. 1641–1645 za panowania Michała I Romanowa
- Aleksiej Pietrowicz Prozorowski (Алексей Петрович Прозоровский) przed 1690 r. przy Iwanie V za wspólnego panowania z Piotrem I
- Borys Aleksjewicz Golicyn (Борис Алексеевич Голицын) krawczyj przed 1690 r. przy Piotrze I za wspólnego panowania z Iwanem V
- Wasyl Fiodorowicz Sałtykow (Василий Фёдорович Салтыков) po 1690 r. przy Iwanie V za wspólnego panowania z Piotrem I
- Kiriłł Aleksiejewicz Naryszkin (Кирилл Алексеевич Нарышкин) po 1690 r. przy Piotrze I